# Non-directional beacon

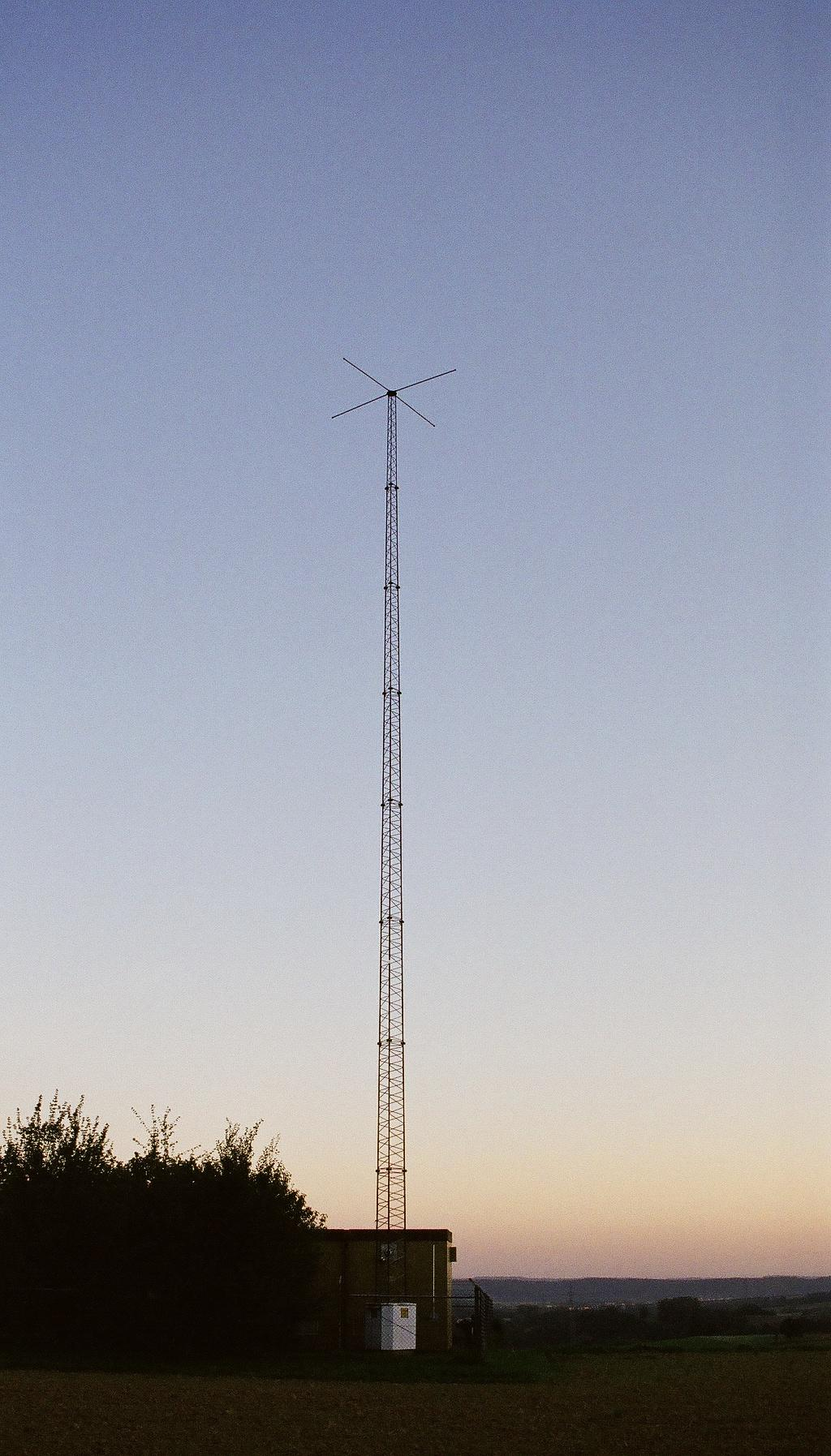
Een bakenzender van een NDB.

Het symbool voor een NDB op een navigatiekaart.

Voorbeeld van een instrument in het vliegtuig dat de kompasrichting naar het baken aanwijst.

Een non-directional beacon (NDB) is een radionavigatiemiddel dat wordt gebruikt bij luchtvaartnavigatie.
Het bestaat uit twee delen: bakenzenders op de grond en in het vliegtuig een automatische richtingszoeker, die ADF (automatic direction finder) wordt genoemd.
De bakenzender zendt rondom (niet gericht, Engels: non-directional) een radiosignaal uit op een frequentie in het LF- of MF-bereik (200 kHz - 415 kHz). Door middel van een peilontvanger kan de positie van het radiosignaal ten opzichte van het vliegtuig worden bepaald. De wijzer van een ADF geeft de richting aan waar het baken zich ten opzichte van het vliegtuig bevindt. Door de richting naar twee verschillende bakens te bepalen weet de piloot waar hij zich bevindt. De bakens zenden een twee- of drieletterige identificatie uit in morsecode; de piloot kan horen welk baken door de ADF in het vliegtuig wordt uitgepeild.
De meeste NDB's kunnen tot een afstand van 25 NM met een redelijke precisie worden gepeild.
Tegenwoordig worden NDB's veel minder vaak dan vroeger gebruikt als navigatiehulpmiddel op luchtroutes. De komst van VORs en GPS heeft het gebruik van NDB's naar de achtergrond gedrongen.

## Offshore-operaties
NDB's vinden in de offshore-industrie nog ruime toepassing. Op de Noordzee zijn vele productieplatforms uitgerust met een NDB. De NDB's dienen als bakenzenders voor de navigatie van helikopters naar de talrijke productieplatforms. Sommige van deze NDB's zijn niet 24 uur per dag in werking, maar worden ingeschakeld op verzoek van een naderende helikopter.

## Non-directional beacons in Nederland
In Nederland is door de LVNL besloten om alle op het vasteland aanwezige NDB bakens te gaan verwijderen. De kosten van het onderhoud wegen niet lange op tegen de voordelen van een grondstation ten opzichte van het gebruik van met name GPS (performance based navigation).
Het volgende overzicht bevat de NDB's die zich op het Nederlandse vaste land bevinden. Met 'Identificatie' wordt de letter code bedoeld die door elk station automatisch in morse wordt uitgezonden.
| Naam      | Identificatie | Frequentie (kHz) | Coördinaten             | Bijzonderheden                                     |
| --------- | ------------- | ---------------- | ----------------------- | -------------------------------------------------- |
| LELYSTAD  | LLS           | 326              | Noord 52°.28 Oost 5°.32 | Op Lelystad Airport                                |
| ROTTERDAM | ROT           | 350.5            | Noord 51°.53 Oost 4°.33 | In de Rotterdamse wijk Oud-IJsselmonde             |
| TWENTHE   | TWN           | 335.5            | Noord 52°.16 Oost 6°.52 | Op Enschede Airport Twente                         |
| STAD      | STD           | 386              | Noord 51°.44 Oost 4°.14 | Bij Stad aan 't Haringvliet                        |
| EINDHOVEN | EHN           | 397              | Noord 51°.28 Oost 5°.23 | 1,4 NM noordoostelijk van Eindhoven Airport        |
| GUL       | GUL           | 383.5            | Noord 50°.48 Oost 5°.53 | Bij Gulpen. Niet meer in gebruik sinds 23 mei 2019 |

## Locators bij Nederlandse vliegvelden
Een locator is een NDB die dienstdoet als navigatiehulpmiddel voor het aanvliegen van een landingsbaan. Een locator staat (vrijwel) altijd recht voor een landingsbaan opgesteld, op een afstand van maximaal 10 NM van het begin van de baan. Een locator heeft een tweeletterige identificatie die in morsecode wordt uitgezonden. De reikwijdte van het signaal is zo'n 15 NM.
Locators staan niet bij elk vliegveld opgesteld. Hieronder zijn de Nederlandse vliegvelden vermeld die landingsbanen met locators hebben. Met 'Identificatie' wordt de tweeletterige code bedoeld die door elk station automatisch in morse wordt uitgezonden.
| Rotterdam Airport         | Rotterdam Airport | Rotterdam Airport     | Rotterdam Airport                                                                    |
| Identificatie             | Frequentie (kHz)  | Coördinaten           | Bijzonderheden                                                                       |
| ------------------------- | ----------------- | --------------------- | ------------------------------------------------------------------------------------ |
| RR                        | 404.5             | 52° 0′ NB, 4° 46′ OL  | Locator landingsbaan 24, oostelijk van de hartlijn van baan 24, ten oosten van Gouda |
| PS                        | 369               | 51° 52′ NB, 4° 13′ OL | Locator landingsbaan 06, staat bij Zwartewaal (polder)                               |
| Maastricht Aachen Airport |                   |                       |                                                                                      |
| Identificatie             | Frequentie (kHz)  | Coördinaten           | Bijzonderheden                                                                       |
| NW                        | 373               | 51° 1′ NB, 5° 53′ OL  | Locator van landingsbaan 21, in het noorden van Sittard bij Millen                   |

Eerder kenden Nederlandse vliegvelden onder andere ook de volgende locators:
| Groningen Airport Eelde | Groningen Airport Eelde | Groningen Airport Eelde | Groningen Airport Eelde                                |
| Identificatie           | Frequentie (kHz)        | Coördinaten             | Bijzonderheden                                         |
| ----------------------- | ----------------------- | ----------------------- | ------------------------------------------------------ |
| SO                      | 330                     | Noord 53°.12 Oost 6°.47 | Locator landingsbaan 23, vlak bij Slochteren           |
| VZ                      | 357                     | Noord 53°.01 Oost 6°.23 | Locator landingsbaan 05, vlak bij Veenhuizen           |
| Luchthaven Schiphol     |                         |                         |                                                        |
| Identificatie           | Frequentie (kHz)        | Coördinaten             | Bijzonderheden                                         |
| OA                      | 395                     | Noord 52°.28 Oost 4°.45 | Locator landingsbaan 18C                               |
| NV                      | 332                     | Noord 52°.09 Oost 4°.45 | Locator landingsbaan 36R, werd ook 'Nieuwkoop' genoemd |
| CH                      | 388.5                   | Noord 52°.13 Oost 4°.33 | Locator landingsbaan 06                                |
| WP                      | 376                     | Noord 52°.19 Oost 5°.02 | Locator landingsbaan 27, werd ook 'Weesp' genoemd      |